# Molí del Morgades
El Molí del Morgades és un edifici del municipi de Torrelles de Foix (Alt Penedès) que forma part de l'Inventari del Patrimoni Arquitectònic de Catalunya. No queda res del molí i serveix de dependència de la masia habitada.